# Schloss Gordes
Das Schloss Gordes (französisch Château de Gordes) liegt im Zentrum der Altstadt auf einer ca. 360 m hohen Felskuppe, die sich etwa 300 m über das Talniveau erhebt. Es ist ein weiträumiges Renaissance-Gebäude. Ein Rundgang in Dachhöhe bietet herrliche Ausblicke auf die Grafschaft Venaissin und das Tal von Apt. Gordes ist Teil des Regionalen Naturparks Luberon im Département Vaucluse in der Region Provence-Alpes-Côte d’Azur.

## Geschichte
Seit annähernd tausend Jahren überragt eine Festung den Ort Gordes. Diese wird zum ersten Mal 1031 von Guillaume d’Argoult erwähnt, einer der ersten Vorfahren dieser mächtigen feudalen Familie, die auch in den umliegenden Ortschaften die Befestigungen errichtet. Seine Nachfolger verstärkten es so sehr, dass es im Jahr 1123 als einzige unter den zahlreichen Schlössern der Gegend als nobile castrum („noble Festung“) tituliert wurde. In der Mitte des 14. Jahrhunderts erhöhte man den einfachen Schlossturm (wie in der gesamten Provence und der Grafschaft Venaissin), um sich besser gegen die Überfälle von Raimond de Turenne, Arnault de Servoie und den Raubzügen der Grandes Compagnies wehren zu können.
Bertrand Rambaud de Simiane baute zwischen 1525 und 1541 ein repräsentatives Schloss im Renaissancestil in der Ortsmitte auf einen Felsen. Seit dieser Zeit gibt es zwei Ansichten: Die Nordfassade als Wehrburg und die Südfassade als Renaissanceschloss. Während der Hugenottenkriege (1562–1598) wurde es vergeblich belagert. Es wurde zum Lehenssitz der Famille de Simiane, dann der Grafen von Soubise und im 18. Jahrhundert der Prinzen des Hauses Bourbon-Condé. Im 17. und 18. Jh. gab es keine sichtbare Veränderung; die jeweiligen Eigentümer begnügten sich mit der Erhaltung des Herrensitzes. Im Jahr 1789 nahmen die Revolutionäre das Schloss in Besitz, ohne es zu zerstören.
Das Schloss wurde in das Alltagsleben von Gordes einbezogen, als man im Erdgeschoss ein Café einrichtete, wie es alte Fotos vom Beginn des 20. Jahrhunderts beweisen. Das Café verschwand jedoch später wegen eines Mauerdurchbruchs. Am 4. Juli 1931 wurde das Schloss als Monument historique eingestuft. Der Rundturm wurde am 28. Oktober 1949 als gesondertes Denkmal anerkannt.
Vom Juni 1970 bis zum März 1996 war ein Museum mit Werken von Victor Vasarely eingerichtet. Gegenwärtig befindet sich außer dem Tourismusbüro ein Museum für Malerei des belgischen Künstlers Pol Mara.
In der ersten Etage des Schlosses befand sich lange Zeit die Bürgermeisterei. Sie wurde dann in das Herrenhaus der Familie Simiane verlegt.

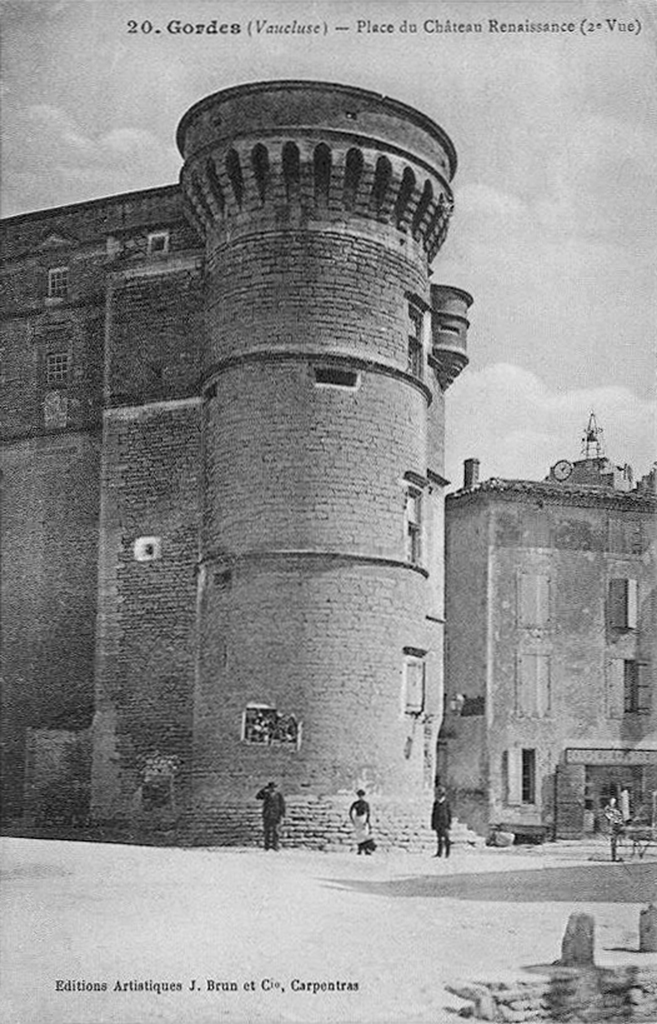
Turm in Nordwest
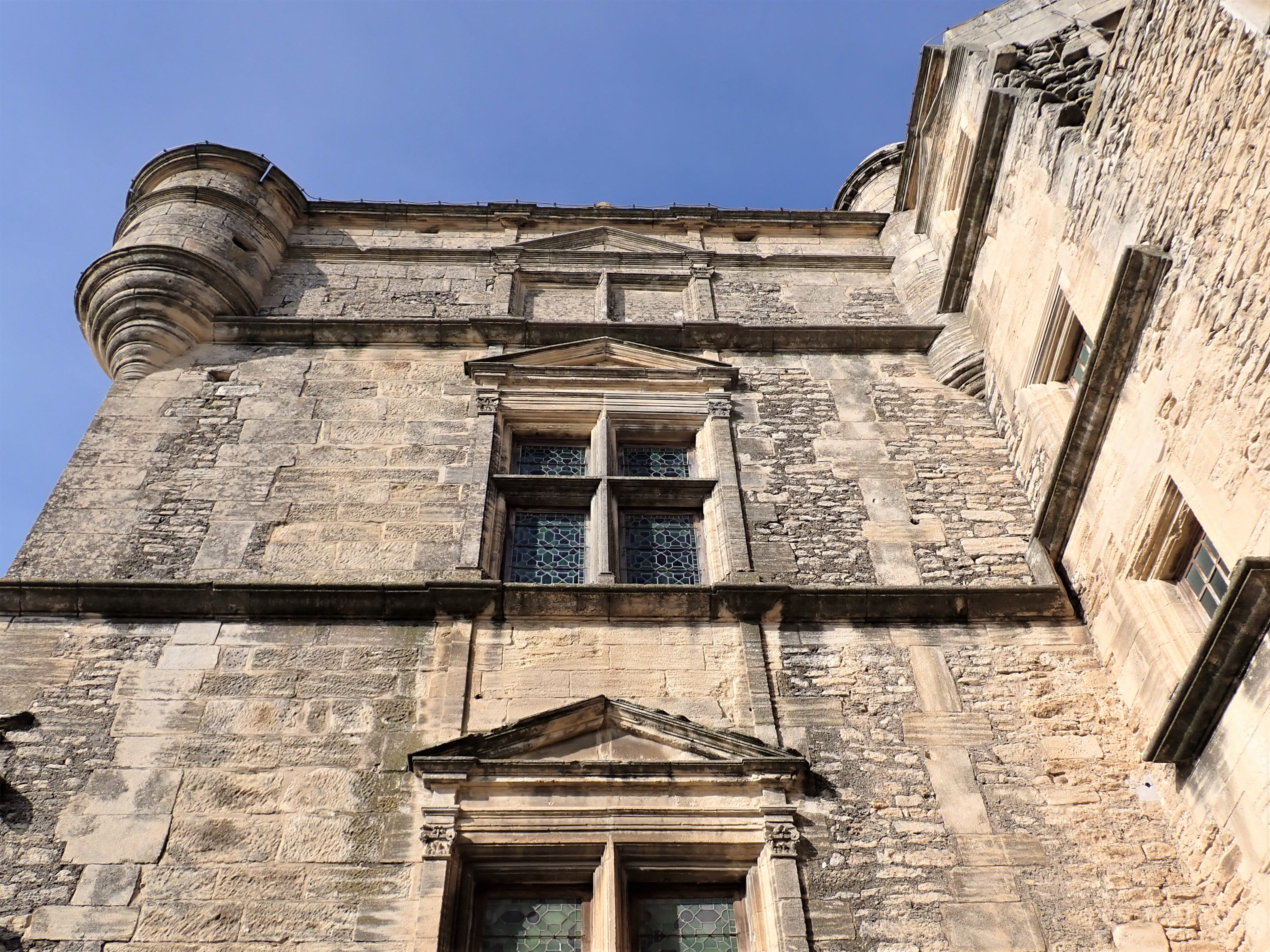
Innenhof linke Fassade
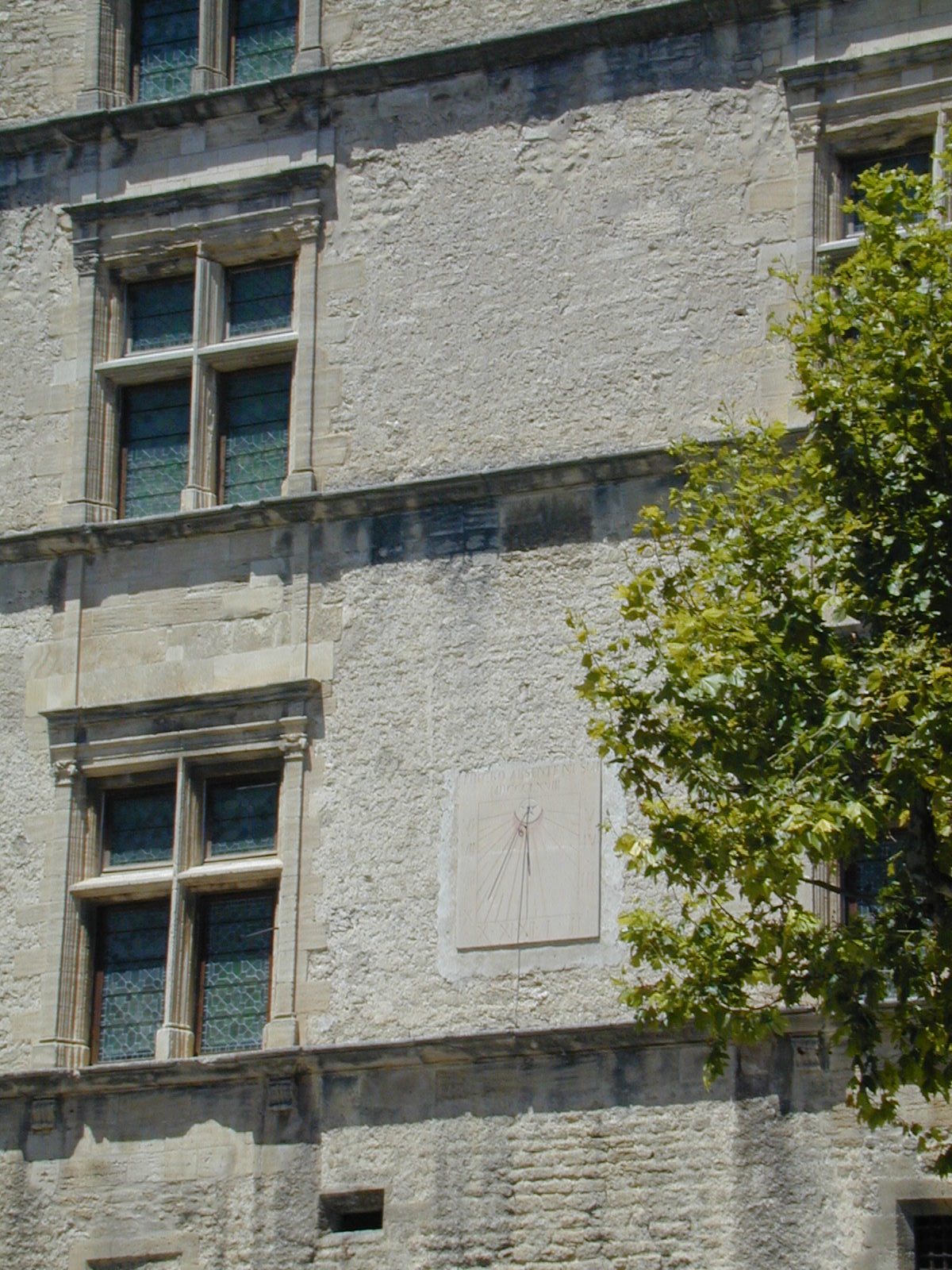
Detail der Südfassade
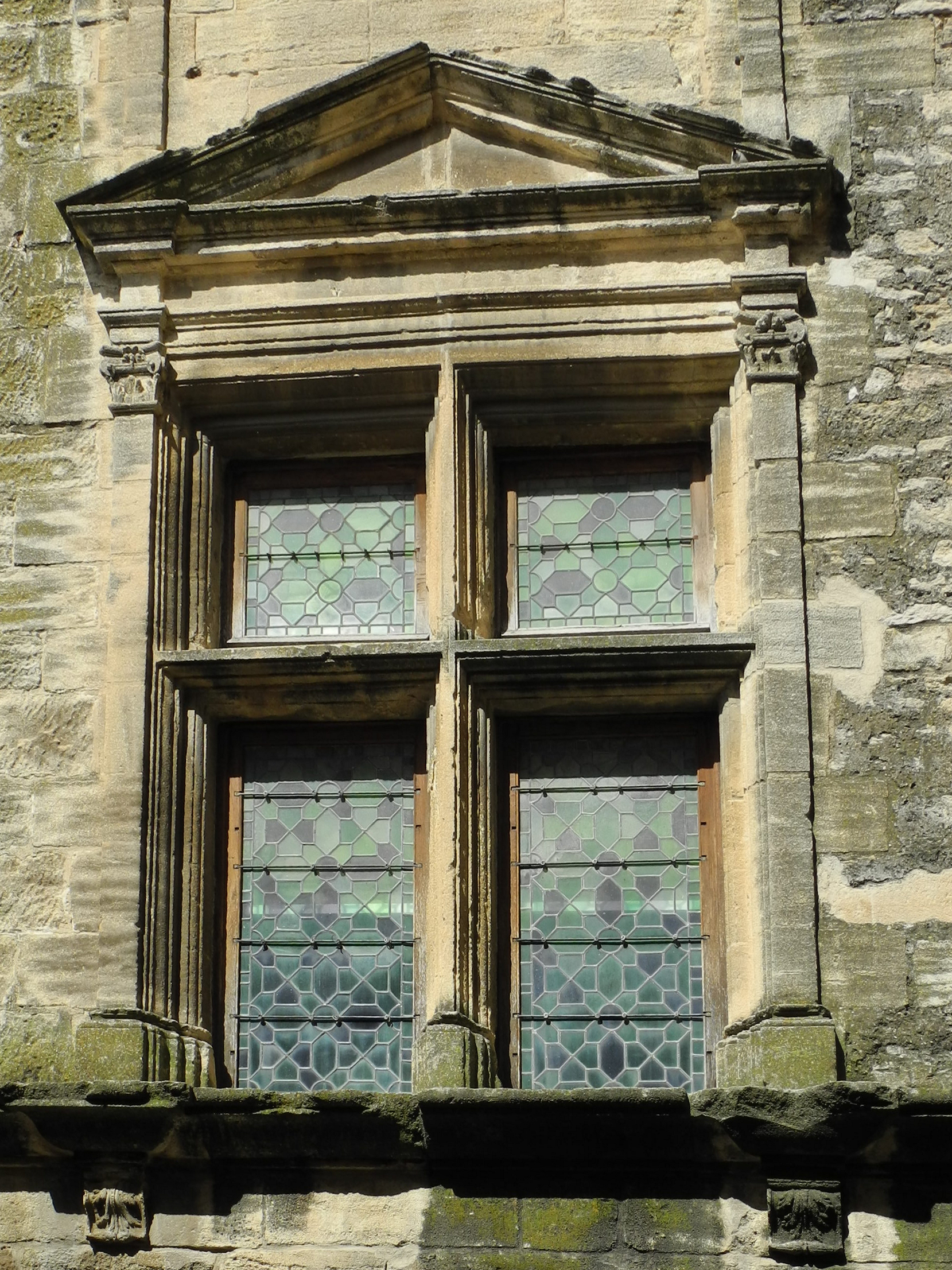
Kreuzstockfenster
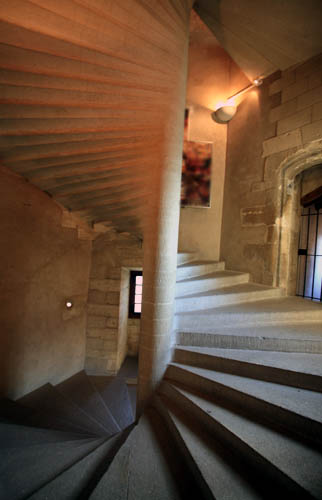
Wendeltreppe im Innern

## Historische Gebäude
Das Schloss bildet im Prinzip ein langgezogenes Rechteck in Ost-West-Richtung mit je drei Türmen in den Ecken und einem vierten an der nördlichen Mauer. Eine große Einbuchtung in der südlichen Langmauer bildet einen quadratischen Hof, der den westlichen Teil der Burg vom östlichen Teil mit seinen zwei Ecktürmen trennt. In der Südwestecke gibt es keinen Turm.
Die strenge Nordfassade wird im westlichen Teil von zwei 20 m hohen runden Türmen mit Zinnen flankiert. Sie besteht aus zwei Stockwerken mit versetzt angeordneten Fenstern. Die Türme haben Pecherker und eine Terrasse für die Artillerie. Die der Sonne zugewandte südliche Fassade wird im westlichen Teil von Wachtürmen flankiert und hat zwei Stockwerke mit Kreuzfenstern. Am Ende der Mauer wächst ein zusätzliches Stockwerk aus dem Boden mit zweibogigen Fenstern.
Mauern, Türme und Wehrtürme haben gut angeordnete Schießscharten. Der Turm in der südöstlichen Ecke ist ein Waffenturm mit Schießscharten und später eingebauten Fenstern.
Von der Höhe der Burg bietet sich dem Besucher ein großartiges Panorama.
Elemente der Renaissance

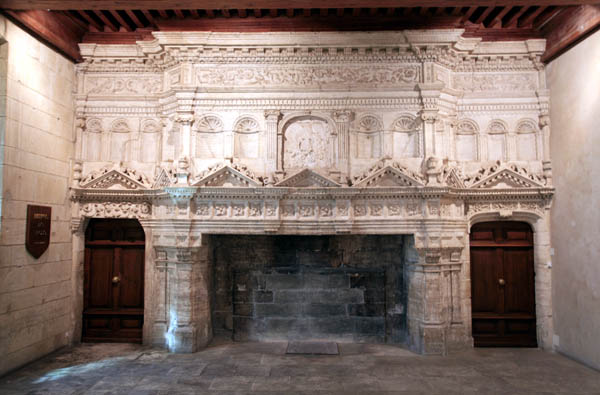
Der große Kamin im Saal der ersten Etage

Im Schloss sind zahlreiche Elemente aus der Renaissancezeit zu finden: Türen, Fensterkreuze, Treppen und, im großen Saal der ersten Etage, ein hervorragender Kamin mit der Jahreszahl 1541, der zu beiden Seiten je eine verzierte Tür hat (Die Gesamtbreite beträgt von Wand zu Wand 7 m.). Das Datum entspricht dem Ende der Schlosserneuerung durch Bertrand de Simiane. Die geschnitzte Dekoration dieses Kamins vereint Giebel, Nischen, Pilaster, Gebälk und Fries. In den dreizehn Nischen standen ursprünglich die Statuetten der zwölf Apostel und in der Mitte die von Christus. Sie wurden während der Revolution zerstört.
Auf der rechten Seite der Südfassade befindet sich in der Wand eine gewölbte Tür mit verdecktem Griff und führt in den Innenhof. Auf der linken Seite des Hofes ist eine Eingangstür mit Renaissancedekor, dessen Giebel und Pilaster aus Kalkstein durch die Verwitterung beschädigt ist.
Der große Saal in der ersten Etage

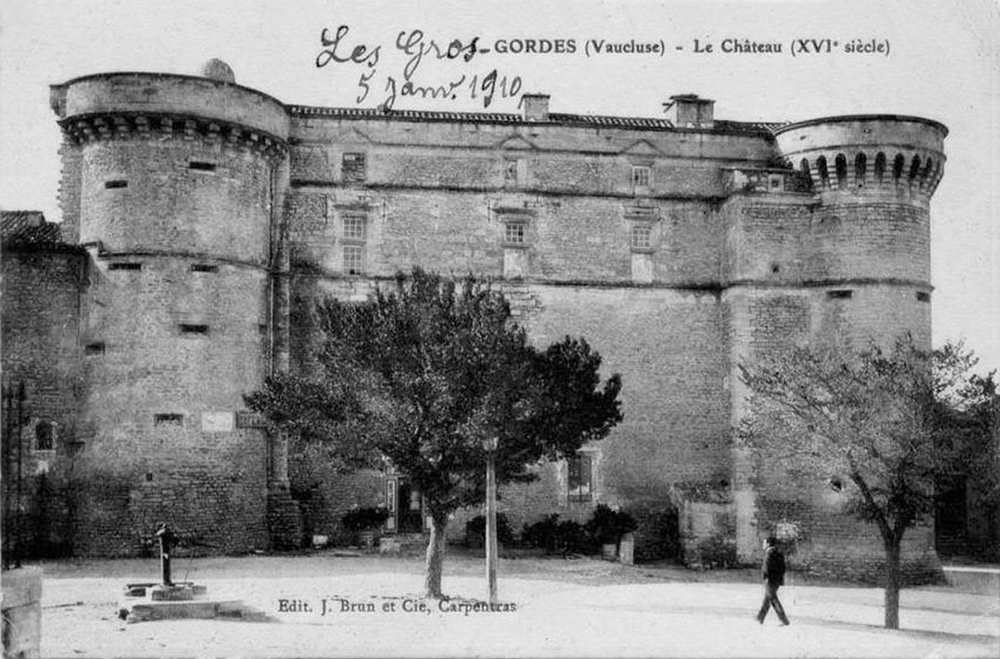
Nordseite des Schlosses

Eine breite Wendeltreppe führt in den großen Saal der ersten Etage. Er ist 23 m lang und 7 m breit, hat eine schöne Balkendecke und wird von dem bereits genannten Renaissancekamin dominiert.
Die Spuren des alten Cafés
Auf alten Postkarten aus dem ersten Jahrzehnts des zwanzigsten Jahrhunderts kann man die Öffnungen des alten Cafés am Fuß der Mauer zwischen den Türmen auf der Nordseite entdecken.

## Museen im Schloss
Seit den frühen 1970er Jahren ist der Ruhm des Dorfes Gordes eng mit dem Werk von Victor Vasarely verbunden, einem Künstler, der in den späten 1960er Jahren die Schlossruine für einen symbolischen Franken gekauft hatte und die Restaurierung aus eigenen Mitteln vornehmen ließ.

### Museum Vasarely
Bis zu seiner endgültigen und unerklärten Schließung im Jahr 1996 waren hier 500 Originale von Victor Vasarely ausgestellt und das Museum hatte den Namen Musée didactique Vasarely au château de Gordes. Das Museum wurde im Jahr 1970 vom Künstler selbst eingerichtet und war das erste Glied in der Kette von architektonischen Gründungen von Aix-en-Provence.

### Museum Pol Mara
Als Ersatz für das Museum Vasareley wurde im Schloss seit 1997 eine Dauerausstellung mit 200 Werken des belgischen Malers und Zeichners Leopold Leysen, genannt Pol Mara, eingerichtet.

## Weitere Hinweise
- Michel Trinquier (* 1931), Maler, hat 1993 hier ausgestellt.
- Liste der Monuments historiques in Gordes